# Yuki no Concerto
Yuki no Concerto è un film del 1991 diretto da Hiroshi Matsumoto.